# 高橋敏雄 (内務官僚)
高橋 敏雄（たかはし としお、1901年（明治34年）6月24日 - 1967年（昭和42年）11月15日）は、日本の内務・厚生官僚。官選群馬県知事。

## 経歴
長崎県東彼杵郡佐世保村（現佐世保市）で、父・高橋敏二郎、母・三九重の長男として生まれる。1909年（明治42年）1月、東京市に移り、府立第一中学校（現東京都立日比谷高等学校）、第一高等学校を卒業。1924年11月、高等試験行政科試験に合格し、翌年12月、高等試験司法科試験にも合格した。1926年3月、東京帝国大学法学部法律学科（英法）を卒業。内務省に入省し社会局属となる。
以後、地方事務官、宮内書記官、厚生書記官、厚生大臣官房人事課長、厚生大臣秘書官、内務省大臣官房人事課長、内務大臣秘書官などを歴任。
1945年4月、群馬県知事に就任し、戦後の復興に尽力したが、1946年1月、公職追放となり退官した。
その後、鹿島建設常務、日光産業会長、同代表取締役を経て、1956年11月から1967年7月まで健康保険組合連合会常務理事を務め、支払側の立場から医療保険制度の発展に尽くした。

## 伝記
- 『高橋敏雄さん』高橋敏雄氏追悼録刊行会、1968年。